# York (Nebraska)
York település az Amerikai Egyesült Államok Nebraska államában, York megyében, melynek megyeszékhelye is. Lakosainak száma 8066 fő (2020. április 1.).

## Népesség
A település népességének változása:

| 2010 | 7 766 |
| 2020 | 8 066 |